# Gradska vijećnica u Šibeniku
Šibenska gradska vijećnica smještena je na sjevernoj strani starog glavnog gradskog trga (prije Plathea communis - Komunalni trg, danas Trg Republike Hrvatske) nasuprot sjevernog pročelja znamenite katedrale sv. Jakova. 
Gradska vijećnica bila je zasigurno najugledniji civilni objekt srednjovjekovnog Šibenika, a i danas spada među najznamenitije kulturne spomenike Krešimirovog grada. Mnogi je smatraju jednom od najljepših hrvatskih gradskih vijećnica uopće. Građena je u prvoj polovici 16. stoljeća, točnije između 1533. i 1546.g., u stilu visoke renesanse, a odlikuje se izrazitom skladnošću. Glavni arhitekt nije poznat. Objekt se sastoji od prizemlja i prvog kata. Prizemlje počinje trijemom s devet ploukružnih lukova, tipičnih za renesansni stil, koji se oslanjaju na deset stupova iznad kojih se proteže korniž na kojima su baze s reljefima velikih lavljih glava. U prizemlju su nekada bili smješteni uredi gradske uprave, dok su se sjednice gradskog vijeća odvijale na katu u reprezentativnoj dvorani. Pročelje kata razdijeljeno je stupovima, a u donjem dijelu ukrašeno je balustradom i bogato dekoriranim balkonom (reljefi lavljih glava i cvjetni ornament). S lijeve strane gadske vijećnice nalazi se mali zvonik "na preslicu" čije je zvono pozivalo gradske plemiće na vijećanje. U 18. stoljeću, s obje strane vijećnice, šibenski graditelj Ivan Skok napravio je vrlo lijepe stepenice. Za vrijeme Drugog svjetskog rata, 13. prosinca 1943.g., vijećnica je bila potpuno razorena tijekom savezničkog zračnog napada na grad koji je bio pod njemačkom okupacijom. Nakon rata rekonstruirana je u originalnoj formi pod stručnim vodstvom arhitekta Harolda Bilinića, a njezina unutrašnjost bila je opremljena u skladu s novim namjenama građevine. Na katu gradske vijećnice i danas se nalazi reprezentativna dvorana u kojoj se sklapaju civilni brakovi, a ponekad se održavaju i gradske priredbe, dok je prizemlje preuređeno u ugostiteljski objekt.